# Cucullia obtusa
Cucullia obtusa là một loài bướm đêm trong họ Noctuidae.